# Lim Jock Hoi
Lim Jock Hoi  (en chino simplificado, 林玉辉; en chino tradicional, 林玉輝; pinyin, Lín Yùhuī;  Bandar Seri Begawan, 5 de diciembre de 1951) es un funcionario del gobierno de Brunéi y el actual Secretario General de la ASEAN. Anteriormente trabajó como Secretario Permanente en el Ministerio de Relaciones Exteriores y Comercio, Brunéi Darussalam.